# モリクテス綱
モリクテス綱（モリテクスこう、Mollicutes、モリキューテス綱、モリカテス綱）は、細菌の綱の一つ。「モリクテス」という言葉は、ラテン語のmollis （「柔らかい」または「しなやか」を意味する）とcutis（「肌」を意味する）に由来している。
細胞のサイズは0.2-0.6μm程度と非常に小さく、生物として最小の部類に入る。ゲノムのサイズも非常に小さい。系統により細胞の形状は大きく異なるが、多くは細胞膜を硬くするためのステロールを持っている。多くは滑走（Glidiing）により移動することができるが、スピロプラズマ属のメンバーはらせん状の細胞形状を捻ることで移動する。
モリクテス綱は、さまざまな動植物の寄生体として特殊化しており、宿主の細胞上または細胞内に生息している。特にマイコプラズマ（Mycoplasma）やウレアプラズマの種多くは、呼吸器や泌尿生殖器の細胞に付着して、人疾患を引き起こす。ファイトプラズマ（Phytoplasma）とスピロプラズマは、昆虫媒介生物に関連する植物病原体である。
以前は「マイコプラズマ」と言えば一般にモリクテス綱のメンバーを示していたが、現在はマイコプラズマ属のメンバーのみを指す。
フィルミクテス門に近い系統から寄生生活に特化する形で進化した系統である。従来のテネリクテス門は、2021年に国際原核生物命名規約によってMycoplasmatota（マイコプラズマ門）と改名された。

## 特徴

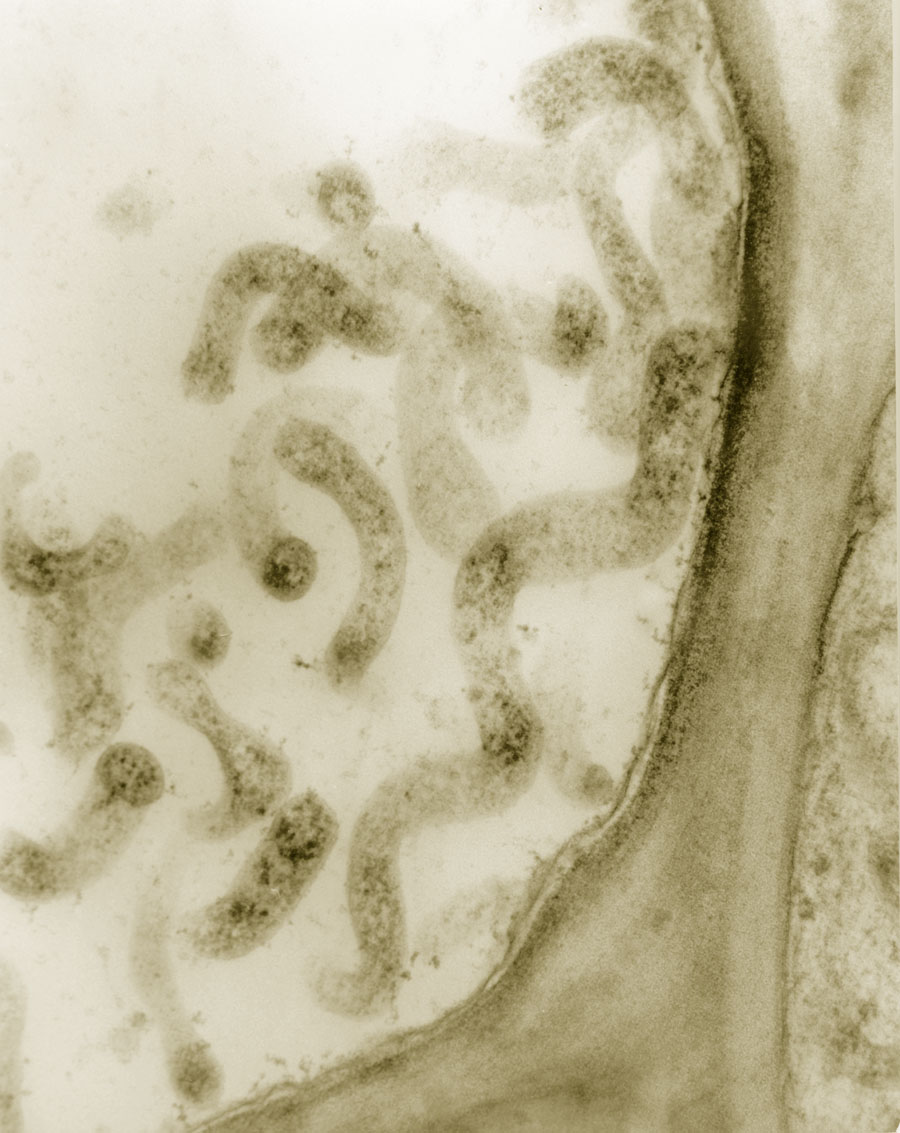
Spiroplasmaの電子顕微鏡写真

この綱に属す生物は、大きく見れば、系統的・生化学的に細菌と呼ばれるグループに属している。しかしながら、このグループ一般にみられる細胞壁が無く、その構成成分であるペプチドグリカンを合成することもできない。細胞膜が外環境に直接露出しているため細胞に可塑性があり、ラテン語で柔らかい皮膚を意味するmollictes（モッリス/mollis「柔らかい」 +クティス/cutis「皮膚」）と名付けられている（門名Tenericutesは「繊細、柔らかい」を意味するテネル/Tenerに由来）。ただし、細胞膜そのものの強度は他の細菌に比べ強固である。Mycoplasmaなど多くの種は細胞膜にステロールを含んでいる。
形態は様々な形をとりうるが、細胞壁を持たない割には比較的安定しており、球菌か一部突起のある少し歪な丸い形をしているものが多い。Spiroplasmaの様にらせん状の形を持つ種もいる。滑走運動はするが、鞭毛をもつ種はない。細胞壁の欠損は浸透圧変化の少ない真核生物組織内での生活に特化しているためと考えられるが、少数ながら自由生活性の種も存在する。
培養は比較的難しく、純粋培養可能な種でも豊富かつ多様な栄養素を要求する場合が多い。細胞膜の主要構成成分である長鎖脂肪酸も自力では合成できない種が殆どである。これも細胞壁の欠損と同様、栄養豊富な真核生物組織内での生活に特化しているためで、脂肪酸、アミノ酸、コレステロールなどを宿主に依存する。ゲノムサイズも極めて小さい（60〜160万塩基対程度）。フィルミクテスと同様ATリッチである（GC含率25-40%）。

## 分類
グラム染色では陰性になるが、外膜も持たないため系統的にグラム陽性菌に近いと推定されていた。実際Mycoplasmaはフィルミクテス門に様々な点で似ており、これはゲノム解析からも支持される。21世紀に入ってもフィルミクテス門に含められたり、テネリクテス門として独立させられたりを繰り返している。

### マイコプラズマ目
主に脊椎動物に感染する。
- マイコプラズマ目 Mycoplasmatales
  - マイコプラズマ科 Mycoplasmataceae
    - Mycoplasma - Eperythrozoon - Haemobartonella - Ureaplasma

### エントモプラズマ目
脊椎動物と植物、昆虫に感染する。
- エントモプラズマ目 Entomoplasmatales
  - エントモプラズマ科 Entomoplasmataceae
    - Entomoplasma - Mesoplasma

  - スピロプラズマ科 Spiroplasmataceae
    - Spiroplasma

### アコレプラズマ目
脊椎動物と植物、昆虫に感染する。ステロールを要求しない。
- アコレプラズマ目 Acholeplasmatales
  - アコレプラズマ科 Acholeplasmataceae
    - Acholeplasma - ("Candidatus Phytoplasma")

### アナエロプラズマ目
ウシ科やヒツジ科の反芻胃から発見された。偏性嫌気性。
- アナエロプラズマ目 Anaeroplasmatales
  - アナエロプラズマ科 Anaeroplasmataceae
    - Anaeroplasma - Asteroleplasma

### ハロプラズマ目
無酸素の深海中から発見された自由生活する系統。触手のような突起を持つ。
- ハロプラズマ目 Haloplasmatales
  - ハロプラズマ科 Haloplasmataceae
    - Haloplasma